# Abbeville and Waycross Railroad
Die Abbeville and Waycross Railroad war eine Eisenbahngesellschaft in Georgia (Vereinigte Staaten). Sie betrieb die 50 Kilometer lange Bahnstrecke Abbeville–Ocilla.

## Geschichte
Die Bahngesellschaft wurde 1889 gegründet und erhielt die Konzession für eine Bahnstrecke von Abbeville in Richtung Süden. 1890 wurde der erste Abschnitt von Abbeville nach Bowens Mill (ca. 20 km) eröffnet. Im folgenden Jahr wurde die Strecke bis Lulaville verlängert und hatte nun eine Länge von 30 Kilometern. 1892 musste die Bahngesellschaft Konkurs anmelden, konnte jedoch den Betrieb weiterführen. Auf der Strecke verkehrten damals zwei tägliche Personenzüge pro Richtung. Der Bahnhof Lulaville befand sich einige Kilometer östlich des Ortes und wurde später in Queensland umbenannt.
Im Januar 1896 erwarb John Skelton Williams die Bahngesellschaft, die an einer Verlängerung nach Süden baute. Ihm gehörte auch die Georgia and Alabama Railroad. Im Februar des Jahres wurde die Strecke bis Fitzgerald verlängert und noch im selben Jahr war der Endpunkt Ocilla erreicht und die Strecke hatte nun eine Länge von 50 Kilometern. Am 15. August 1896 fusionierte die Bahngesellschaft schließlich mit der Georgia&Alabama.
Heute wird die Strecke nicht mehr befahren. Der letzte Abschnitt wurde 1990 zwischen Fitzgerald und Ocilla außer Betrieb genommen, nachdem bereits 1971 der Großteil der Strecke von Abbeville bis Fitzgerald stillgelegt worden war.